# Fundació Miquel Valls
La Fundació Catalana d'ELA Miquel Valls és una entitat privada i sense ànim de lucre que neix el 2005 a Calella amb el nom de Fundació Catalana d'ELA. Està formada per un equip de professionals dels camps del treball social, treball ocupacional, de la psicologia i de la recerca de recursos i la comunicació tots relacionats amb la malaltia.
Des de la seva creació, l'any 2005 treballa en tres línies principals d'actuació:
- L'atenció domiciliària de les persones afectades i les seves famílies en coordinació amb la resta de recursos i serveis implicats, tant de la xarxa pública com privada.
- La coordinació i atenció d'aquests professionals amb l'atenció mèdica a les Unitats Especialitzada d'ELA i Malaltia de Motoneurona dels principals hospitals de referència en la malaltia de Catalunya, com son l'Hospital Universitari de Bellvitge, l'Hospital Vall d'Hebron, l'Hospital del Mar i l'Hospital de Sant Pau. Així com la coordinació i assessorament amb la resta d'hospitals del territori.
- La promoció, foment i suport a la investigació de l'ELA i les Malalties de la Motoneurona (MMN)

Juntament amb els principals hospitals de referència que tracten la simtomatologia de l'ELA es realitzen les Jornades d'Actualització en ELA. Tenen l'objectiu de reunir els diferents professionals implicats en l'esdevenir d'aquesta malaltia perquè puguin posar en comú els últims avenços i actualitzacions socials, científiques i els diferents tractaments mèdics existents per combatre-la.
Fes un Gest per l'ELA és una campanya per lluitar contra l'ELA acompanyada d'una senzilla imatge d'una mà que forma, amb la posició dels seus dits, la lletra L. Algunes personalitats públiques que s'adheriren a la campanya foren Pep Guardiola, Lionel Messi, Xavi Hernández, Andrés Iniesta, Gerard Piqué, Gemma Mengual i el grup Manel.